# Blanca de Aragón y Carrillo de Albornoz
Blanca de Aragón y Carrillo de Albornoz (Guetaria, 30 de julio de 1892 - Madrid, 16 de noviembre de 1981), condesa de Mora y marquesa de Casa Riera fue una aristócrata española. Madre de Fabiola de Mora y Aragón, reina consorte de los belgas de 1960 a 1993.

## Biografía

### Familia
Los Aragón son una familia de hidalgos, originarios de Villanueva de Cameros, en La Rioja.
Blanca de Aragón y Carrillo de Albornoz nació en Guetaria, Guipúzcoa, el 30 de julio de 1892. Es hija de Cesáreo de Aragón y Barroeta-Aldamar (1864-1954), marqués de Casa Torres y de Blanca Carrillo de Albornoz y Elío, marquesa de Casa Torres (1869-1935), casados el 8 de septiembre de 1891 en Pamplona . Tenía una hermana un año menor, María del Rosario, y cuatro hermanos menores: José, César, Fernando y Juan.

### Casamiento
Blanca de Aragón y Carrillo de Albornoz se casó en Madrid, el 8 de diciembre de 1916, con Gonzalo de Mora y Fernández del Olmo (Madrid, 14 de enero de 1887 - Madrid 22 de noviembre de 1957 ), Conde de Mora y Marqués de Casa Riera, hijo de Gonzalo de Mora y Riera y María de la Concepción Fernández y del Olmo  .

### Descendientes
El matrimonio tuvo siete hijos y treinta y ocho nietos:
1. María de las Nieves de Mora y Aragón (Guetaria 28 de agosto de 1917 - Madrid 10 de diciembre de 1985 ), casó, en Madrid, el 10 de noviembre de 1944, con Ildefonso Escrivá de Romaní y Patiño, 10º marqués de Aguilar de Ebro, 17º Conde de Sástago (1918-1981), tuvieron diez hijos.
2. Gonzalo de Mora y Aragón (Madrid el 17 de mayo de 1919 - Madrid 6 de octubre de 2006 ), 5º marqués de Casa Riera, abogado, casado el 8 décembre 1949 con Mercedes Narváez y Coello de Portugal (nacida el 19 de febrero de 1931 ),  catorce hijos.
3. Ana María de Mora y Aragón (Guetaria, 4 de agosto de 1921 - Madrid 11 de febrero de 2006 ), casada en Madrid, el 29 de junio de  1945, con Jaime de Silva y Agrela, duque de Lécera (1920-1996), ocho hijos.
4. Alejandro de Mora y Aragón (nacido en Madrid el 31 mai 1923 donde falleció el 24 juillet 2004 ), casado, en 1953, con Ana María Gasch Bascuas (1929-2011), tres hijos.
5. Jaime de Mora y Aragón (Madrid 18 de julio de 1925 - Marbella 26 de julio de 1995), actor de teatro y cine, casado por primera vez en 1958 (divorciado el mismo año), con Rosita Arenas (nacida en Caracas el 19 de agosto de 1933), actriz mexicana, y casada en segundas nupcias, en 1962, con Margit Ohlson (fallecida en 2019), sin descendencia.
6. Fabiola de Mora y Aragón (Madrid 11 de junio de 1928 - Bruselas 5 de diciembre de 2014), se casó en Bruselas el 15 de diciembre de 1960 con Balduino de Bélgica y por tanto se convirtió en la quinta reina de los belgas a partir de 1960. hasta 1993, sin descendencia.
7. María de la Luz de Mora y Aragón (Madrid 11 de noviembre de 1929 - Madrid 22 de septiembre de 2011), casó, en Madrid, el 10 de noviembre de 1956, con José María Ruiz de Bucesta y Osorio de Moscoso (1929- 2019), dos hijos.

### Últimos años
La familia Mora Aragón siguió a la familia real española al exilio en 1931, tras la proclamación de la República, primero a Biarritz, luego a París, antes de regresar a España en 1933. Cuando estalló la guerra civil en 1936 se establecieron en Lausana. En 1939, la familia regresó al Madrid franquista y se instaló en el palacio de Zurbano  En 1955, su marido Gonzalo se convierte en el  4º marqués de Casa Riera al morir, sin descendencia, su hermano mayor Alejandro . Gonzalo de Mora y Fernández falleció en Madrid el 22 de noviembre de 1957, con 70 años. El 15 de diciembre de 1960 asistió en Bruselas al matrimonio de su tercera hija Fabiola de Mora y Aragón con Balduino, rey de los belgas que se convertía entonces en la quinta reina consorte de los belgas  .

### Muerte y funeral
Blanca de Aragón y Carrillo de Albornoz falleció tras una larga enfermedad en Madrid el 16 de noviembre de 1981, a los 89 años. Fue enterrada al día siguiente en el Cementerio de San Isidro de Madrid, en presencia de sus hijos, en particular Jaime y Fabiola, y de su yerno el rey Balduino . Por la tarde, el Rey Juan Carlos y la Reina Sofía acudieron a la casa mortuoria para dar el pésame sus familiares.